# Вилчелеле (Констанца)
Вилчелеле (рум. Vâlcelele) — село у повіті Констанца в Румунії. Адміністративно підпорядковане місту Негру-Воде.
Село розташоване на відстані 193 км на схід від Бухареста, 49 км на південний захід від Констанци.

## Населення
За даними перепису населення 2002 року у селі проживали 296 осіб, усі — румуни. Усі жителі села рідною мовою назвали румунську.